# NGC 1888
NGC 1888 је спирална галаксија у сазвежђу Зец која се налази на NGC листи објеката дубоког неба.
Деклинација објекта је - 11° 30' 1" а ректасцензија 5h 22m 34,4s. Привидна величина (магнитуда) објекта NGC 1888 износи 12,1 а фотографска магнитуда 12,8. Налази се на удаљености од 34,750 милиона парсека од Сунца. NGC 1888 је још познат и под ознакама MCG -2-14-13, ARP 123, IRAS 05202-1132, PGC 17195.